# Thomas Kretschmar
Thomas Kretschmar (* 1963) ist ein deutscher Wirtschaftswissenschaftler, klinischer Psychologe und Unternehmer. Er ist geschäftsführender Direktor des Mind Institute.

## Leben
Kretschmar studierte in Göttingen Betriebswirtschaftslehre mit Schwerpunkt Unternehmensorganisation und promovierte dort als Schüler von Jürgen Bloech zu einem Thema der betrieblichen Diagnostik. Später studierte er Psychologie an der Sigmund-Freud Privatuniversität und an der International Psychoanalytic University. Beruflich war Kretschmar ab 1985 als Unternehmensberater zunächst im eigenen Unternehmen tätig und später in der Geschäftsleitung bei Droege, anschließend ordentlicher Professor für Bankorganisation an der Hochschule für Technik und Wirtschaft Berlin. 1999 gründete Kretschmar die Hypoport AG, die er 2007 mit seinem Partner Ronald Slabke an die Börse brachte. 2010 wechselte er dort in den Aufsichtsrat. Seither arbeitet Kretschmar schwerpunktmäßig auf dem Gebiet der Wirtschaftspsychologie, insbesondere der Einsatzmöglichkeiten der Katathym-Imaginativen Psychotherapie und anderer Methoden der klinischen Psychologie in Unternehmen. Mitte 2015 schied er aus dem Aufsichtsrat von Hypoport AG und Dr. Klein & Co. AG aus. Aus seiner unternehmerischen Tätigkeit stiftete Kretschmar 2006 die Kretschmar Familienstiftung, die unter anderem als Gesellschafter die Forschungsaktivitäten des Mind Institute SE maßgeblich finanziert. Seit 2012 ist Kretschmar geschäftsführender Direktor und Vorsitzender des Verwaltungsrats des Mind Institute SE, Berlin.

## Aktuelle Forschung
- Einsatzmöglichkeiten von Methoden der Psychotherapie und der klinischen Psychologie in der Unternehmensführung
- Vor- und Nachteile der Varianten der imaginativen Psychotherapie (Schwerpunkt Einzeltherapie)
- Operationalisierte Methoden des psychodynamischen Coachings